# Maurizio Pallante
Maurizio Pallante (Roma, 29 settembre 1947) è un saggista italiano.

## Biografia
Laureato in lettere, è stato dapprima insegnante e preside. Ha poi svolto attività di ricerca e divulgazione scientifica sui rapporti tra ecologia, tecnologia ed economia, con particolare riferimento alle tecnologie ambientali. In particolare, nel 1985 ha partecipato alla costituzione dei Verdi (ne è uscito nel 1992); nel 1988, con Mario Palazzetti e Tullio Regge, è stato tra i fondatori del Comitato per l’uso razionale dell’energia (CURE); dal 1990 al 1995 è stato assessore all’ecologia e all’energia del comune di Rivoli (TO). Successivamente, è stato consulente per il ministero dell'Ambiente riguardo all'efficienza energetica.
Nel 2007 è stato il fondatore del Movimento per la Decrescita Felice, di cui è stato presidente fino al 2015 (oggi è presidente emerito). Ne dirige le edizioni.
È autore di molti saggi pubblicati da diverse case editrici (vedi Opere) e ha collaborato a diverse testate giornalistiche. Tra l'altro, collabora con Caterpillar, è membro del comitato scientifico della campagna sul risparmio energetico M'illumino di meno e della testata online di informazione ecologica "Terranauta".

## Opere

### Tecnologie e decrescita
- Dal dominio all'armonia. Proposte per la riconversione ecologica dell'economia, Scholé-Futuro, Torino 1990.
- Le tecnologie di armonia, Bollati Boringhieri, Torino 1994.
- Scienza e ambiente. Un dialogo, con Tullio Regge, Bollati Boringhieri, Torino 1996..
- L'uso razionale dell'energia. Teoria e pratica del negawattora, con Mario Palazzetti, Bollati Boringhieri, Torino 1997.
- Ricchezza ecologica, Manifestolibri, Roma (1ª ed. 2003) 2009..
- Metamorfosi di Bios. Le molecole raccontano, Editori Riuniti, Roma 2003..
- Un futuro senza luce? Come evitare i black out senza costruire nuove centrali, Editori Riuniti, Roma 2004.
- La decrescita felice. La qualità della vita non dipende dal PIL, Editori Riuniti, Roma 2007.
- Un programma politico per la decrescita, a cura di Maurizio Pallante, Edizioni per la Decrescita Felice, Roma 2008.
- La felicità sostenibile. Filosofia e consigli pratici per consumare meno, vivere meglio e uscire dalla crisi, Rizzoli, Milano 2009.
- Decrescita e migrazioni, Edizioni per la Decrescita Felice, Roma 2009.
- Pilli, Silvia e la decrescita felice, Edizioni per la Decrescita Felice, Roma 2009.
- I trent'anni che sconvolsero il mondo, Pendragon, Bologna 2010.
- Meno e meglio. Decrescere per progredire, Bruno Mondadori, Milano 2011.
- Scorie radioattive. Chi sa trema, ma in silenzio, con Andrea Bertaglio, Aliberti, Reggio Emilia 2011.
- Sono io che non capisco. Riflessioni sull'arte contemporanea di un obiettore alla crescita, Edizioni per la Decrescita Felice, Roma 2013.
- Decrescita. Sai cos'è?, e-book, Bruno Mondadori, Milano 2013.
- Monasteri del terzo millennio, Lindau, Torino 2013.
- Destra e sinistra addio. Per una nuova declinazione dell'uguaglianza, Lindau, Torino 2016.
- Solo una decrescita felice (selettiva e governata) può salvarci, con Alessandro Pertosa, Lindau, Torino 2017.
- Sostenibilità equità solidarietà. Un manifesto politico e culturale, Lindau, Torino 2018.
- Il diritto di non emigrare, Lindau, Torino 2020.
- Ultima chiamata. Cosa ci insegna la pandemia e quali prospettive può aprirci, Lindau, Torino 2021.
- Spiritualità, dono del tempo, contemplazione. Un approccio laico, EMP, Padova 2021.
- L'imbroglio dello sviluppo sostenibile, Lindau, Torino, 2022, ISBN 978 883353 861 7

### Altra letteratura
- Poema popolare. Sampietrini. Nugae [poesie in dialetto romanesco], Studioforma, Torino 1981.
- Moesta et errabunda [poesie], Edizioni del Leone, Venezia 1986.
- I Tallone. La storia di tre generazioni della famiglia dei tipografi Tallone, prefazione di Gianfranco Contini, Scheiwiller, Milano 1989.
- L'estraneità, la ricerca, il tempo, con acquerelli di Gabriella Arduino, Edizioni del Leone, Venezia 1991.
- Un'idea di Roma, con acquerelli e disegni di Gabriella Arduino, Priuli & Verlucca, Ivrea (2002) 2015.